# 5773 Hopper
5773 Hopper eller 1989 NO är en asteroid i huvudbältet som upptäcktes den 2 juli 1989 av den amerikanska astronomen Eleanor F. Helin vid Palomarobservatoriet. Den är uppkallad efter den amerikanska programmeraren Grace Hopper.
Asteroiden har en diameter på ungefär 5 kilometer och den tillhör asteroidgruppen Flora.